# Trichotrimicra flavidella
Trichotrimicra flavidella är en tvåvingeart som beskrevs av Alexander 1972. Trichotrimicra flavidella ingår i släktet Trichotrimicra och familjen småharkrankar.
Artens utbredningsområde är Kenya. Inga underarter finns listade i Catalogue of Life.